# IC 2892
IC 2892 је спирална галаксија у сазвјежђу Лав која се налази на листи објеката дубоког неба у Индекс каталогу.
Деклинација објекта је + 10° 35' 17" а ректасцензија 11h 30m 49,0s. Привидна величина (магнитуда) објекта IC 2892 износи 15,2 а фотографска магнитуда 16,0.